# 西あすか
西 あすか（にし あすか、女性）は、日本の漫画家、同人作家、イラストレーター、アニメーター、脚本家。千葉県出身。

## 来歴
2009年、アフタヌーン四季賞において佳作受賞。柏原麻実のアシスタントを経て、2010年よりブシロードにてイメージCMアニメのキャラクターデザインを担当。月刊コンプエース2011年3月号より、同アニメのコミカライズ作品『しよ子といっしょ』にて連載デビュー。
2013年、月刊ブシロード創刊に参加。『カードゲームしよ子』『バウンドモンスターズ』の2作品を連載。

## 作品リスト

### 単行本
- 『しよ子といっしょ』全2巻（角川書店）
- 『いつかみのれば』全2巻（一迅社）
- 『カードゲームしよ子』（『月刊ブシロード』2013年10月号 ‐ 連載中、既刊2巻）

### 寄稿
- 新日本プロレスリング戦略発表会2012レポート - ブシロード公式サイト内レポートコミック[2]。

### アニメ
- りばあす - 原作・シリーズ構成・脚本・キャラクター原案